# Chubu

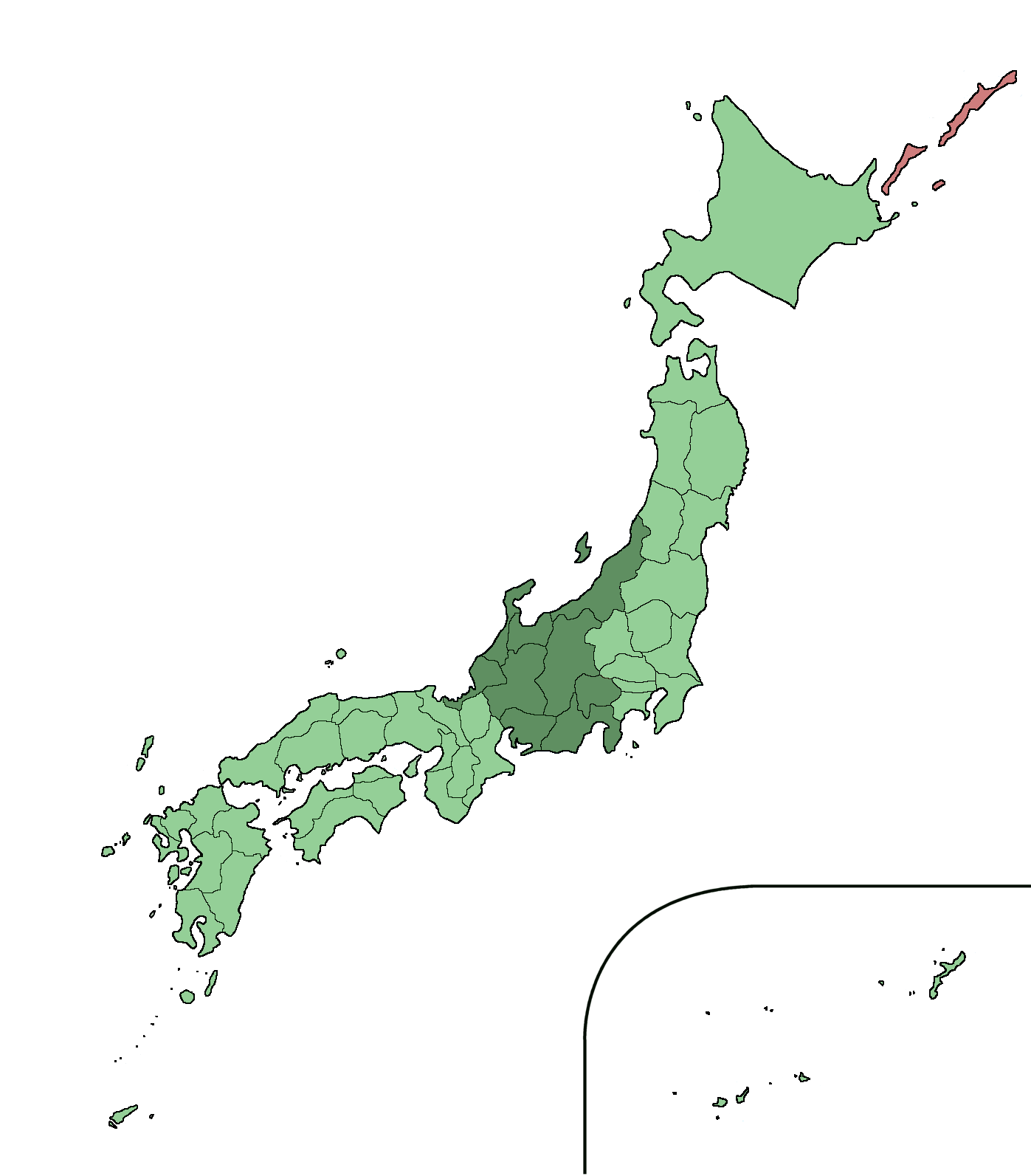
Chūbu-regionen

Chūbu (japanska: 中部地方?, Chūbu-chihō), den centrala regionen på ön Honshu, Japan. Chuburegionen består av nio prefekturer: Aichi, Fukui, Gifu, Ishikawa, Nagano, Niigata, Shizuoka, Toyama och Yamanashi. 
Regionen har cirka 21 miljoner invånare (2023).
| Prefektur | Invånare 1 okt 2023 |
| --------- | ------------------- |
| Aichi     | 7 480 897           |
| Fukui     | 744 568             |
| Gifu      | 1 929 669           |
| Ishikawa  | 1 109 574           |
| Nagano    | 2 004 785           |
| Niigata   | 2 126 276           |
| Shizuoka  | 3 553 518           |
| Toyama    | 1 006 637           |
| Yamanashi | 795 544             |